# 32-ге командування особливого призначення
XXXII (32-ге) командування особливого призначення (нім. Höheres-Kommando z.b.V. XXXII) — спеціальне головне командування особливого призначення Сухопутних військ Вермахту за часів Другої світової війни. 27 травня 1942 перетворене на LXXXI армійський корпус.

## Історія
XXXII головне командування особливого призначення почало формування у серпні 1939 року у Дойч-Кроне, як 2-ге Командування прикордонної охорони (нім. Grenzschutzabschnittskommando 2) з дислокацією поблизу німецько-польського кордону. 15 жовтня 1939 року командування перейменоване на XXXII головне командування особливого призначення з виконанням завдань з охорони території Позен в окупованій Польщі.
23 жовтня 1939 року Командування передислоковане до Любліна, Кельці, Замостя, Радома з одночасним перейменуванням на XXXII-е головне командування. Наприкінці травня 1940 року командування перекинуте з Радома до Аахена, де залишалося до 13 червня 1940 року. Згодом командування було перенацілене на виконання завдань щодо охорони північно-західного узбережжя Франції від Аббевіля на річці Соммі до Кана на річки Орн з дислокацією штаб-квартири у Руані. 27 травня 1942 року у ході реорганізації німецьких військ на Заході переформоване на LXXXI армійський корпус.

## Райони бойових дій
- Генеральна губернія (жовтень 1939 — травень 1940);
- Франція (травень 1940 — травень 1942).

## Командування

### Командири
- генерал-лейтенант Фріц Бюкс (нім. Fritz Büchs) (15 жовтня 1939 — 10 січня 1940);
- генерал-лейтенант Альфред Бем-Теттельбах (нім. Alfred Böhm-Tettelbach) (10 січня — 1 березня 1940);
- генерал кавалерії Гюнтер фон Погрелль (нім. Günther von Pogrell) (5 березня 1940 — 1 квітня 1942);
- генерал танкових військ Адольф-Фрідріх Кунтцен (нім. Adolf Kuntzen) (1 квітня — 27 травня 1942).

### Підпорядкованість
| Час         | Армія                                     | Група армій (округ)                         | Штаб   |
| ----------- | ----------------------------------------- | ------------------------------------------- | ------ |
| 1939        |                                           |                                             |        |
| 15 жовтня   | Військова адміністрація в Польщі          | —                                           | Польща |
| 25 жовтня   | Командування прикордонних рубежів «Центр» | Головнокомандування Вермахту «Схід»         | Люблін |
| 1 листопада | резерв                                    | Головнокомандування Вермахту «Схід»         | Радом  |
| 1940        |                                           |                                             |        |
| 1 січня     | резерв                                    | Головнокомандування Вермахту «Схід»         | Радом  |
| 20 січня    | Командування прикордонних рубежів «Центр» | Головнокомандування Вермахту «Схід»         | Радом  |
| 14 травня   | —                                         | Головнокомандування Вермахту «Схід»         | Радом  |
| 30 травня   | —                                         | ОКГ                                         | Аахен  |
| 11 червня   | —                                         | Військова адміністрація в Бельгії           | Руан   |
| 13 червня   | 4-та армія                                | Група армій «B»                             | Руан   |
| 21 червня   | —                                         | Військова адміністрація у Північній Франції | Руан   |
| липень      | 16-та армія                               | Група армій «A»                             | Руан   |
| серпень     | 9-та армія                                | Група армій «A»                             | Руан   |
| 1941        |                                           |                                             |        |
| січень      | 9-та армія                                | Група армій «A»                             | Руан   |
| травень     | 15-та армія                               | Група армій «D»                             | Руан   |
| 1942        |                                           |                                             |        |
| січень      | 15-та армія                               | Група армій «D»                             | Руан   |

## Бойовий склад 32-го командування особливого призначення
Формування управління, забезпечення та підтримки
- 27-ме артилерійське командування (Arko 27)[3],
- 432-га рота зв'язку (Nachrichten Kompanie 432);
- 432-ге управління постачання  (Nachschubtruppen 432).

- 209-та піхотна дивізія (209. Infanterie-Division);
- 221-ша піхотна дивізія (221. Infanterie-Division);
- 424-та дивізія особливого призначення (Division z.b.V. 424).

- 208-ма піхотна дивізія (208. Infanterie-Division);
- 225-та піхотна дивізія (225. Infanterie-Division).

- 227-ма піхотна дивізія (227. Infanterie-Division);
- 295-та піхотна дивізія (295. Infanterie-Division).

- 28-ма піхотна дивізія (28. Infanterie-Division);
- 93-тя піхотна дивізія (93. Infanterie-Division);
- 225-та піхотна дивізія;
- 227-ма піхотна дивізія;
- 302-га піхотна дивізія (302. Infanterie-Division).

- 225-та піхотна дивізія;
- 302-га піхотна дивізія;
- 332-га піхотна дивізія (332. Infanterie-Division);
- 336-та піхотна дивізія (336. Infanterie-Division);
- 711-та піхотна дивізія (711. Infanterie-Division).

- 302-га піхотна дивізія;
- 332-га піхотна дивізія;
- 336-та піхотна дивізія;
- 716-та піхотна дивізія (716. Infanterie-Division).

- 302-га піхотна дивізія;
- 336-та піхотна дивізія;
- 711-та піхотна дивізія.